# Zhar, Zolotonoșa
Zhar (în ucraineană Згар) este un sat în orașul regional Zolotonoșa din regiunea Cerkasî, Ucraina.

## Demografie
Componența lingvistică a localității Zhar
     Ucraineană (98,18%)
     Rusă (1,52%)
     Alte limbi (0,2%)
Conform recensământului din 2001, majoritatea populației localității Zhar era vorbitoare de ucraineană (98,18%), existând în minoritate și vorbitori de rusă (1,52%).